# Graeme Obree
Graeme Obree, auch Graham OBree (* 11. September 1965 in Nuneaton, England) ist ein ehemaliger schottischer Bahn- und Straßenradrennfahrer.

## Lebenslauf
Graeme Obree wurde im englischen Nuneaton geboren, weil sein schottischstämmiger Vater dort als Polizist stationiert war. Kurz nach der Geburt von Graeme zog die Familie zurück nach Schottland. Wegen des Berufes des Vaters wurde er früh zum Außenseiter; eine Rolle, die er sein Leben lang beibehielt. Ein Studium der Ingenieurtechnik in Glasgow brach er kurz vor dem Examen aus Geldmangel ab. Der Radsport vermittelte ihm ein Gefühl von Stärke und Freiheit. Trotzdem erkrankte er als Jugendlicher an einer schweren Depression und beging einen Suizidversuch. Als sein älterer Bruder 1994 bei einem Autounfall ums Leben kam, wurde Obree, bei dem inzwischen eine bipolare Störung diagnostiziert worden war, bei einem weiteren Suizidversuch gerettet.
Im Januar 2011 machte Graeme Obree seine Homosexualität öffentlich, um damit einer Veröffentlichung in einer britischen Zeitung zuvorzukommen. Die Angst vor dem Bekanntwerden seiner Homosexualität habe ihn lange gequält und auch eine Rolle bei seinen beiden Suizidversuchen 1998 und 2001 gespielt.
Obree war verheiratet und hat zwei Kinder, die Ehe ist geschieden.

## Rekordleistungen
1993 und 1994 stellte Graeme Obree Stundenweltrekorde im Bahnradfahren sowie britische Rekorde über verschiedene Distanzen auf. 1993 unterbot er den zuvor neun Jahre lang vom Italiener Francesco Moser gehaltenen Stundenweltrekord.
In der Folgezeit nahm er auch vereinzelt an internationalen Straßenrennen und besonders Rennen des Zeitfahrens teil. Außerdem hielt er den Weltrekord in der Einerverfolgung und war 1993 und 1995 Weltmeister in dieser Disziplin. Die Zeit von 1993 bis 1996 im Bahnradsport war geprägt von dem Duell Graeme Obree gegen seinen Landsmann Chris Boardman, der 1994 und 1996 Weltmeister wurde.
Einem Bericht vom 21. Mai 2009 zufolge plante Obree einen neuerlichen Weltrekordversuch Ende 2009 – mit der Übersetzung von 67:13 (ca. 30–35 % höher als gewöhnliche Übersetzungen für einen solchen Rekordversuch). Dieses Vorhaben musste er aber aufgeben. Im September 2013 stellte Obree mit 91 km/h bei den World Human Speed Championships in Battle Mountain (Nevada) auf seinem selbstgebauten Beastie Bike einen neuen Geschwindigkeits-Weltrekord mit einem Human Powered Vehicle in Bauchlage auf.

## Besonderheiten
Besonders hervorzuheben sind seine aerodynamischen Entwicklungen, was die Sitzposition auf dem Rad anging. Seinen ersten Weltrekord erzielte er 1993 mit einer gebückten Haltung, manchmal Eihaltung genannt, bei der die Arme komplett an der Brust anlagen und der gesamte Oberkörper vornüberragte und so für besonders gute Strömungsverhältnisse sorgte. Als kurz darauf diese Haltung verboten wurde, entwickelte er eine Sitzposition mit waagrecht nach vorne gestreckten Armen (auch als Supermann-Position bezeichnet) und gewann 1995 die Weltmeisterschaft. Bei diesem Rad baute der Lenker extrem weit nach vorne; Obrees Arme waren nun gerade nach vorne gestreckt. 2018 durchgeführte Windkanaluntersuchungen zeigten, dass die erste Haltung aerodynamisch bedeutend günstiger war. Obree hatte sich 1993 damit auch als findiger Entwickler bewiesen. Die zweite Haltung hatte jedoch kaum Vorteile; Obree gewann 1995 also aufgrund seiner Athletik.
Graeme Obree war eine Art Einzelkämpfer ohne Profiteam im Hintergrund. Für seine revolutionäre Sitzposition brauchte er ein neues Rad, welches er sich mit Hilfe eines befreundeten Fahrradmechanikers selbst zusammenbaute und dabei unter anderem Lagerschalen einer Waschmaschine verwendete. Dies passt zu seinem unorthodoxen Typus, der zu Rennen des Öfteren mit dem Fahrrad anreiste und vor Ort im Zelt übernachtete.

## Regeländerungen
Obrees besondere Sitzhaltungen gaben der UCI Anlass zur Kritik und später einen Grund, seinen Rekord von 1993 im Nachhinein abzuerkennen. Von vielen Experten wurde bemängelt, dass die UCI speziell in diesem Fall zum Teil zu fadenscheinigen Argumenten gegriffen habe. So wurde im Nachhinein festgelegt, man müsse jederzeit zwischen den Armen und dem Brustkorb auf das Oberrohr sehen können, wogegen Obree verstoßen hatte. Internen Quellen war ferner zu entnehmen, dass einigen Verantwortlichen in der UCI der Selfmade-Man Obree nicht ganz geheuer war und man lieber einen repräsentativeren Fahrer, z. B. den smarten Briten und nachfolgenden Rekordinhaber Chris Boardman, an der Rangspitze gehabt hätte. Obree gab sich jedoch nicht geschlagen und entwickelte ein neues Rad, das die Anforderungen der UCI erfüllte. Es verwendete die Supermann-Position, und 1994, ein Jahr nach seinem ersten Rekord, holte er sich mit der neuen Konstruktion den Weltrekord zurück.
Fakt ist, dass sich die UCI nach der explodierenden Zahl der Rekorde zwischen Mitte und Ende der 1990er-Jahre veranlasst sah, der Rekordjagd etwas Einhalt zu gebieten, auch um den ständigen technischen Spezialanfertigungen entgegenzuwirken. Im Jahr 2000 wurden alle jüngeren Rekorde annulliert und festgelegt, dass neue Rekorde nur noch anerkannt werden, wenn sie mit weitgehend regulären Bahnrennrädern gefahren worden sind, die bestimmte äußere Merkmale einhalten müssen. Diese Merkmale entsprechen weitgehend dem Bahnrad von Eddy Merckx, mit dem er 1972 den Stundenweltrekord aufgestellt hatte. Im Mai 2014 wurden diese Regulierungen von der UCI wieder gelockert, sodass nun alle Räder erlaubt sind, die dem jeweils aktuellen UCI-Reglement für Bahnrad-Ausdauerwettbewerbe entsprechen. Da das Material Obrees jedoch auch diesen Regularien nicht entsprach, bleiben seine Rekorde annulliert.

## Ehrungen
Im Dezember 2009 wurde Obree in die British Cycling Hall of Fame aufgenommen. Im März 2010 folgte die Aufnahme in die Scottish Sports Hall of Fame. Ende Juli 2011 wurde in Auchincruive erstmals das Graeme Obree Classic Sportive ausgetragen.
Seine selbstgebauten Fahrräder sind im Riverside Museum in Glasgow ausgestellt.

## Verfilmung
Die Autobiographie von Graeme Obree wurde 2006 von Douglas Mackinnon unter dem Titel Flying Scotsman – Allein zum Ziel verfilmt.